# FA Charity Shield 1964
Lo FA Charity Shield 1964, noto in italiano anche come Supercoppa d'Inghilterra 1964, è stata la 42ª edizione della Supercoppa d'Inghilterra.
Si è svolto il 15 agosto 1964 ad Anfield, Liverpool, tra il Liverpool, vincitore della First Division 1963-1964, e il West Ham, vincitore della FA Cup 1963-1964.
Il titolo, per la quarta volta nella sua storia, è stato condiviso tra le due squadre, che hanno pareggiato la gara per 2-2.

## Partecipanti
| Squadre      | Qualificazione                           | Partecipazioni precedenti (il grassetto indica la vittoria) |
| ------------ | ---------------------------------------- | ----------------------------------------------------------- |
| Liverpool    | Vincitore della First Division 1963-1964 | 1 (1922)                                                    |
| West Ham Utd | Vincitore della FA Cup 1963-1964         | Nessuna                                                     |

## Tabellino
| Arbitro: | K. Stokes |

|                          |           |                        |
| Wallace 29’ G. Byrne 49’ | Marcatori | 41’ J. Byrne 84’ Hurst |

### Formazioni
| Liverpool:    |    |                  |  |     |
|               |    |                  |  |     |
| P             | 1  | Tommy Lawrence   |  |     |
| D             | 2  | Gerry Byrne      |  |     |
| D             | 5  | Ron Yeats        |  |     |
| D             | 3  | Ronnie Moran     |  |     |
| C             | 4  | Gordon Milne     |  |     |
| C             | 6  | Willie Stevenson |  |     |
| C             | 7  | Ian Callaghan    |  |     |
| C             | 10 | Gordon Wallace   |  |     |
| C             | 11 | Peter Thompson   |  |     |
| A             | 8  | Roger Hunt       |  |     |
| A             | 9  | Alf Arrowsmith   |  | 15’ |
| Sostituzioni: |    |                  |  |     |
| A             | 12 | Phil Chisnall    |  | 15’ |
| Allenatore:   |    |                  |  |     |
| Bill Shankly  |    |                  |  |     |

| West Ham Utd: |    |                 |
|               |    |                 |
| P             | 1  | Jim Standen     |
| D             | 2  | John Bond       |
| D             | 5  | Ken Brown       |
| D             | 3  | Jack Burkett    |
| C             | 4  | Eddie Bovington |
| C             | 6  | Bobby Moore     |
| C             | 7  | Peter Brabrook  |
| C             | 8  | Ronnie Boyce    |
| C             | 11 | John Sissons    |
| A             | 9  | Johnny Byrne    |
| A             | 10 | Geoff Hurst     |
| Allenatore:   |    |                 |
| Ron Greenwood |    |                 |